# Hiremaithe, Hosanagara
Hiremaithe là một làng thuộc tehsil Hosanagara, huyện Shimoga, bang Karnataka, Ấn Độ.